# County South Dublin
South Dublin (irisch Áth Cliath Theas) ist ein County in der Republik Irland. Es gehört nicht zu den 26 historischen Grafschaften des Landes, sondern entstand am 1. Januar 1994, als das County Dublin verwaltungstechnisch aufgeteilt wurde. Der Verwaltungssitz ist Tallaght.
Der ursprüngliche Name des Countys war Belgard. Dies war der Name einer mittelalterlichen Grenzfestung am Rande des Pale im Gebiet des heutigen County. Um Verwechslungen mit dem neu angelegten Tallaghter Stadtteil Belgard zu vermeiden, wurde der offizielle Name 1994 in „South Dublin“ geändert.

## Geografie
Das Gebiet von South Dublin befindet sich südwestlich der Stadt Dublin. Es erstreckt sich von der Liffey bei Lucan im Norden bis zu den Ausläufern der Wicklow Mountains im Süden. Dort grenzt es an die Countys Wicklow und Dún Laoghaire-Rathdown.

## Politik
Die Sitzverteilung im South Dublin County Council nach der Kommunalwahl im Juni 2024 ist:
| Partei           | Sitze |
| ---------------- | ----- |
| Fianna Fáil      | 9     |
| Fine Gael        | 5     |
| Sinn Féin        | 5     |
| PBPS             | 4     |
| Labour Party     | 3     |
| Sozialdemokraten | 2     |
| Unabhängige      | 12    |

- SF: 5
- SD: 2
- LAB: 3
- FG: 5
- Unabh.: 12
- PBP–S: 4
- FF: 9

- SF: 26
- SD: 3
- LAB: 25
- GP: 7
- FG: 34
- Unabh.: 31
- PBP–S: 9
- FF: 28
- Sonst.: 9

## Ortsteile
Viele Ortsteile in South Dublin sind in den letzten 15 Jahren überdurchschnittlich expandiert. Die meisten Ortschaften dienen vorwiegend als Schlafstädte für Dublin-Pendler.
Die wichtigsten Städte sind:
- Tallaght
- Clondalkin
- Lucan
- Templeogue
- Rathfarnham
- Terenure
- Ballyboden